# Gruffydd ap Owain
Gruffydd ap Owain (muerto hacia el 935) fue un rey conjunto del reino de Glywysing en Gales durante la Alta Edad Media junto con su hermano Cadwgan ap Owain.
Hijo de Owain ap Hywel, controló el este de Glywysing, la península de Gower, mientras que su otro hermano Morgan el Viejo gobernó en Gwent. Su muerte fue registrada en los Annales Cambriae. La reconstrucción de Phillimore de las fechas sitúa la entrada en el año 935. Después, su hermano Cadwgan parece haber gobernado solo en Glywysing hasta su muerte c. 951.